# Declaraciones islámicas de los derechos humanos
Argumento particulares propias del Islam, algunas organizaciones y comunidades han estado elaborando declaraciones de derechos humanos mucho menos laicas y más ceñidas a principios religiosos. Declaraciones que se han elaborado han sido:
- La Declaración Islámica Universal de los Derechos Humanos, de 1981, por el Consejo Islámico de Europa, ONG con sede en Londres
- La Declaración de los Derechos Humanos en el Islam (CDHRI) del Cairo, de 1990. Adoptada por la Organización de la Conferencia Islámica en su resolución N. 49/19-P traducción al español
- La Carta Árabe de Derechos Humanos, de 1994 por la resolución N.º 5.437 del Consejo de la Liga de Estados Árabes.
- Más declaraciones en el apéndice del libro:DERECHOS HUMANOS Y MUNDO ISLÁMICO, del autor: MIKUNDA FRANCO, Emilio. Secretariado de Publicaciones. Universidad de Sevilla. (2001) 285 pp., ISBN:84-472-0649-1.-Agotada 1.ª edic.- ( 1.ª Reimpresión en diciembre de 2003). Existen tres recensiones: (1.ª RECENSION: A cargo del prof. Antonio OSUNA, en la Rev.: Estudios Filosóficos, N.º 150.(2003) pp.423-424). ( 2.ª RECENSION: Id. autor en:Anuario de Filosofía del Derecho, Nueva Época, Tomo XX (2003), pp.375-378). (3.ª RECENSION (amplia)): de Celia PEREIRA PORTO, en la rev. Anales de la Cátedra Fco. Suárez, 36 (2002) pp. 373-382 bajo el título: Bases para un diálogo intercultural sobre Derechos humanos.